# Nazionale maschile di football americano della Slovenia
La nazionale di football americano della Slovenia è la selezione maggiore maschile di football americano che rappresenta la Slovenia nelle varie competizioni ufficiali o amichevoli riservate a squadre nazionali.

## Risultati
Legenda: Grassetto: Risultato migliore, Corsivo: Mancate partecipazioni

## Dettaglio stagioni

### Amichevoli
| Stagione | Vin | Par | Per | Tot | PF   | PS   | avversaria          |
| -------- | --- | --- | --- | --- | ---- | ---- | ------------------- |
| 2009     | ?   | ?   | ?   | ?   | ?    | ?    | Team Eagles         |
| 2010     | 1   | 0   | 0   | 1   | 26   | 19   | Budapest Hurricanes |
| 2012     | 1   | 0   | 0   | 1   | 30   | 24   | Slovacchia          |
| Totale   | 2+? | 0+? | 0+? | 2+? | 56+? | 33+? |                     |

### Tornei

#### 4 Helmets
| Stagione | regular season | regular season | regular season | regular season | regular season | regular season | playoff | playoff | playoff | playoff | playoff | playoff   | playoff    |
|          | Vin            | Par            | Per            | Tot            | PF             | PS             | Vin     | Per     | Tot     | PF      | PS      | risultato | avversaria |
| -------- | -------------- | -------------- | -------------- | -------------- | -------------- | -------------- | ------- | ------- | ------- | ------- | ------- | --------- | ---------- |
| 2010     | 0              | 0              | 2              | 2              | 0              | 113            |         |         |         |         |         |           | Italia     |
| Totale   | 0              | 0              | 2              | 2              | 0              | 113            |         |         |         |         |         |           |            |

Fonte: americanfootballitalia.com

### Riepilogo partite disputate
| Anno              | Luogo    | Evento      | Fase del torneo | Incontro                       | Risultato           |
| 2006              | ?        | ?           |                 | Serbia - Slovenia              | 38 - 0              |
| 2009              | ?        | Amichevole  |                 | Team Eagles - Slovenia         |                     |
| 2010              | Bologna  | 4 Helmets   | Primo turno     | Team Eagles - Slovenia         | 53 - 0              |
| 2010              | Bologna  | 4 Helmets   | Primo turno     | Italia - Slovenia              | 60 - 0              |
| 2 ottobre 2010    | Budapest | Amichevole  |                 | Budapest Hurricanes - Slovenia | 19 - 26             |
| 16 settembre 2012 | Nitra    | Amichevole  |                 | Slovacchia - Slovenia          | 24 - 30 (o 27 - 33) |
| 20 settembre 2014 | ?        | Balkan Bowl |                 | Serbia - Slovenia              |                     |
| 27 settembre 2014 | ?        | Amichevole  |                 | Slovenia - ?                   |                     |

## Confronti con le altre Nazionali
Questi sono i saldi della Slovenia nei confronti delle Nazionali incontrate.

### Saldo positivo
| Nazionale  | Giocate | Vinte | Pareggiate | Perse | PF | PS | Ultima vittoria | Ultimo pari | Ultima sconfitta |
| ---------- | ------- | ----- | ---------- | ----- | -- | -- | --------------- | ----------- | ---------------- |
| Slovacchia | 1       | 1     | 0          | 0     | 30 | 24 | 2012            | -           | -                |

### Saldo negativo
| Nazionale | Giocate | Vinte | Pareggiate | Perse | PF | PS | Ultima vittoria | Ultimo pari | Ultima sconfitta |
| --------- | ------- | ----- | ---------- | ----- | -- | -- | --------------- | ----------- | ---------------- |
| Italia    | 1       | 0     | 0          | 1     | 0  | 60 | -               | -           | 2010             |